# PGC 16389
LEDA/PGC 16389 ist eine Zwerggalaxie vom Hubble-Typ dIrr im Sternbild Grabstichel am Südsternhimmel. Sie ist schätzungsweise 22 Millionen Lichtjahre von der Milchstraße entfernt und bildet mit APMBGC 252+125-117 ein optisches Galaxienpaar.